# Tarenna acuminata
Tarenna acuminata är en måreväxtart som beskrevs av Elmer Drew Merrill. Tarenna acuminata ingår i släktet Tarenna och familjen måreväxter. Inga underarter finns listade i Catalogue of Life.